# Alexandra Larsson
Alexandra Charlotte Larsson, (Spillersboda, Norrtälje, quận Stockholm, Thụy Điển; sinh ngày 16 tháng 8 năm 1986) là một người mẫu làm việc tại Argentina, nơi cô thường được gọi là "La Sueca" (Người Thụy Điển).
Cô đã xuất hiện trên các sàn diễn thời trang, quảng cáo, chương trình TV và bìa tạp chí.

## Tiểu sử
Larsson (người cũng có một người anh em sinh đôi) sinh ra tại một thị trấn nhỏ ở Thụy Điển và chuyển đến Argentina vào khoảng năm 2008 để học tiếng Tây Ban Nha. Cô lần đầu tiên làm việc trong một trung tâm trả lời điện thoại, và sau một vài buổi thử giọng cô đã xuất hiện lần đầu tiên trên truyền hình vào năm 2011, trong chương trình Sábado Bus do Nicolás Repetto dẫn chương trình.
Vào tháng 1 năm 2012, cô tham gia vào chương trình truyền hình Conexiones, tham gia phỏng vấn doanh nhân và vận động viên ở Kênh 13.
Bắt đầu từ tháng 4 năm 2012, cô xuất hiện trên Bailando 2012 từ Showmatch (phiên bản Argentina của Dancing with the Stars), một chương trình truyền hình được xếp hạng cao ở Argentina, giúp cô tăng sự nổi tiếng. Cô cũng đã xuất hiện trên tạp chí periodismo para todos.
Vào tháng 10 năm 2012, cô đã tham gia vào sự kiện từ thiện M5K Las Mujeres Corremos do McDonald tổ chức cùng với các nghệ sĩ Argentina chính thống khác. Cô cho rằng vóc dáng thon thả một phần là do chế độ ăn kiêng hạn chế của mình, gây ra bởi bệnh celiac.